# Love Will Lead You Back
„Love Will Lead You Back“ (Láska tě povede zpátky) je píseň americké zpěvačky Taylor Dayne a vyšla jako druhá píseň z jejího alba Can't Fight Fate.
Píseň se dostala na první místo americké hitparády Billboard Hot 100.

## Informace o písni
Song napsala Diane Warren a je o ženě, která opustí svého muže kvůli milenci, ale je si jistá, že láska k jejímu muži ji přivede zpátky.

## Úryvek textu
Love will lead you back
Someday I just know that
Love will lead you back to my arms
Where you belong
I’m sure, sure as stars are shining
One day you will find me again
It won’t be long
One of these days
Our love will lead you back